# オリンパス・ボイストレックシリーズ
ボイストレック（Voice-Trek）は、OMデジタルソリューションズ（旧・オリンパス映像事業部）がかつて開発・販売していたICレコーダー及びデジタル録音システムのブランド・商標である。

## 沿革
オリンパスは1969年にマイクロカセットレコーダーの1号機である「ZUIKO PEARLCORDER」を発売。マイクロカセットレコーダーは、以後、小型・軽量という特長を活かして、会議や講演会等の録音用途に用いられてきた。
ICレコーダーはこのような系譜に連なるもので、オリンパスは1997年にICレコーダーD-1000を日本国外で発売し、翌1998年にはボイストレックとして日本国内で発売した。
その後、2005年にはUSB端子でPCに直接接続できるボイストレックV-20が、また、2008年にはボイストレックシリーズではないものの、オリンパス初のPCMレコーダーであるLSシリーズの初号機種となるLS-10が発売されている。
オリンパスは2006年から2013年まで8年連続で日本国内でのICレコーダーのシェア首位を維持してきた。しかし、2014年のシェアは35.6%で、38.3%を獲得したソニーの後塵を拝したものの、OMデジタルソリューションズへ事業移管後の2022年には9年ぶりとなる日本国内でのICレコーダーのシェア首位を奪還した。
2023年4月に事実上の後継ブランドとなるWSシリーズ（WS-882・WS-883）の登場に伴い、ボイストレックの商標も終了となった。